# 应天府 (宋朝)
应天府或称南京应天府，河南郡，归德军节度，辖区在今河南省商丘市。北宋四京之一（另外三京为首都东京开封府、西京河南府、北京大名府）。
本为唐朝的宋州，宋太宗至道（995年—997年）中为京东路治，宋真宗景德三年（1006年）升为应天府，大中祥符七年（1014年）建为南京，为北宋陪都。宋神宗熙宁五年（1072年），京东路拆分为京东东路与京东西路，应天府为京东西路治下。靖康之难后，宋高宗于靖康二年五月初一（公历1127年6月12日）在商丘即位，但随即南逃至扬州。
金朝时，改为归德府，直至清朝。
宋徽宗崇宁年间（1102年—1106年）时，户七万九千七百四十一，口一十五万七千四百四。统六县：宁陵县、宋城县、谷熟县、下邑县、虞城县和楚丘县。

## 长官
- 林摅（1113年—1124年）
- 蔡居厚（1116年—1117年）
- 薛昂（1119年—1121年）
- 徐处仁（1121年—1124年）
- 陆藻
- 叶梦得
- 胡直孺（1126年）